# Primeiro-ministro das Ilhas Cook
 O Primeiro-ministro das Ilhas Cook é o chefe de governo das Ilhas Cook, um território autônomo em livre associação com a Nova Zelândia. O cargo foi criado em 1965, quando o autogoverno foi concedido pela primeira vez às ilhas. Originalmente, o título "Premier" foi usado, mas este foi substituído pelo título de "Primeiro-ministro" em 1981.
O atual primeiro-ministro é Mark Brown, desde 2020.